# À l'ombre du bonheur
Pour les articles homonymes, voir Stepping Out.
Pour plus de détails, voir Fiche technique et Distribution.
À l'ombre du bonheur (Stepping Out) est un film américain réalisé par Fred Niblo et sorti en 1919.

## Fiche technique
- Titre français : À l'ombre du bonheur
- Titre original : Stepping Out
- Réalisation : Fred Niblo
- Scénario : C. Gardner Sullivan
- Photographie : George Barnes
- Montage : Ralph Dixon
- Production : Thomas H. Ince
- Distribution : Famous Players-Lasky Corporation (Paramount Pictures)
- Durée : 50 minutes - 5 bobines (5292 pieds)[3]
- Dates de sortie : 
  - États-Unis : 21 septembre 1919
  - France : 3 mars 1922[4]

## Distribution
- Enid Bennett : La femme
- Niles Welch : Le mari
- Julia Faye : La secrétaire
- Gertrude Claire : La mère du mari
- William Conklin - Frank Wilson
- Bota Miller - Robert Hillary Jr.